# Pape Badiane
Pape Badiane (Boulogne-Billancourt, 10 febbraio 1980 – Deux-Sèvres, 24 dicembre 2016) è stato un cestista francese.

## Carriera
Ha giocato con la Cleveland State University (2000-2004) e con il Chorale Roanne (2004-2008).
Nel 2007 è stato convocato per gli Europei in Spagna con la maglia della nazionale della Francia.
È morto il 24 dicembre 2016 a seguito di un incidente automobilistico.

## Palmarès
- Campionato francese: 1

Roanne: 2006-2007
- Coppa di Francia: 1

Le Mans: 2008-2009
- Semaine des As: 2

Roanne: 2007
Le Mans: 2009